# Dieppe-sous-Douaumont
Pour les articles homonymes, voir Dieppe et Douaumont (homonymie).
Dieppe-sous-Douaumont est une commune française située dans le département de la Meuse, en région Grand Est.

## Géographie

### Localisation
Située à une quinzaine de kilomètres au nord-est de Verdun, la commune de Dieppe-sous-Douaumont est un verdoyant village du nord-meusien situé dans la plaine de la Woëvre, au pied des côtes de Meuse et du champ de bataille de Verdun.

### Communes limitrophes
| Bezonvaux village détruit           | Maucourt-sur-Orne     | Mogeville            |
| Vaux-devant-Damloup village détruit | Dieppe-sous-Douaumont | Fromezey Morgemoulin |
| Damloup                             |                       | Abaucourt-Hautecourt |

### Hydrographie

#### Réseau hydrographique
La commune est dans le bassin versant du Rhin au sein du bassin Rhin-Meuse. Elle est drainée par le ruisseau de Vaux, le ruisseau de Tavannes, le ruisseau de Bezonvaux, le ruisseau de Noncevau, le ruisseau des Huguenots, le ruisseau de l'Étang de Tronquine et le ruisseau de l'Étang de Braux,.
Le ruisseau de Vaux, d'une longueur de 14 km, prend sa source dans la commune de Douaumont-Vaux et se jette  dans l'Orne à Foameix-Ornel, après avoir traversé six communes. Les caractéristiques hydrologiques du Ru de Vaux sont données par la station hydrologique située sur la commune de Morgemoulin. Le débit moyen mensuel est de 0,391 m3/s. Le débit moyen journalier maximum est de 10,4 m3/s, atteint lors de la crue du 20 décembre 1993. Le débit instantané maximal est quant à lui de 14,8 m3/s, atteint le 21 décembre 1993.
Le ruisseau de Tavannes, d'une longueur de 13 km, prend sa source dans la commune de Eix et se jette  dans l'Orne à Étain, après avoir traversé sept communes.

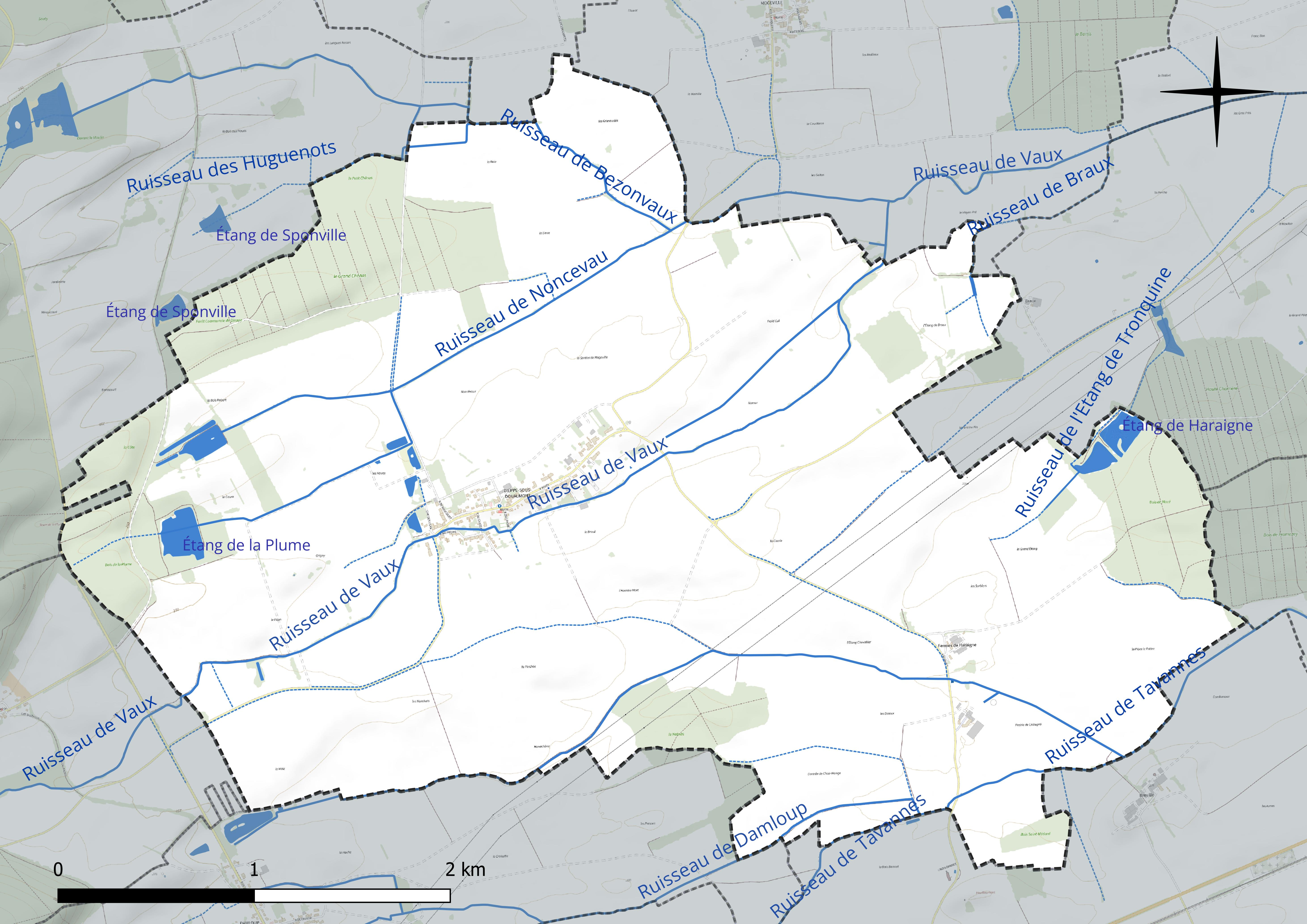
Réseau hydrographique de Dieppe-sous-Douaumont.

Deux plans d'eau complètent le réseau hydrographique : l'étang de Haraigne (4,4 ha) et l'étang de la Plume (4,2 ha),.

#### Gestion et qualité des eaux
Le territoire communal est couvert par le schéma d'aménagement et de gestion des eaux (SAGE) « Bassin ferrifère ». Ce document de planification concerne le périmètre des anciennes galeries des mines de fer, des aquifères et des bassins versants hydrographiques associés qui s’étend sur 2 418 km2. Les bassins versants concernés sont celui de la Chiers en amont de la confluence avec l'Othain, et ses affluents (la Crusnes, la Pienne, l'Othain), celui de l'Orne et ses affluents et celui de la Fensch, le Veymerange, la Kiesel et les parties françaises du bassin versant de l'Alzette et de ses affluents (Kaylbach, ruisseau de Volmerange). Il a été approuvé le 27 mars 2015. La structure porteuse de l'élaboration et de la mise en œuvre est la région Grand Est.
La qualité des cours d’eau peut être consultée sur un site dédié géré par les agences de l’eau et l’Agence française pour la biodiversité.

### Climat
Pour des articles plus généraux, voir Climat du Grand Est et Climat de la Meuse.
En 2010, le climat de la commune est de type climat des marges montargnardes, selon une étude du Centre national de la recherche scientifique s'appuyant sur une série de données couvrant la période 1971-2000. En 2020, Météo-France publie une typologie des climats de la France métropolitaine dans laquelle la commune est exposée à un climat océanique altéré et est dans la région climatique Lorraine, plateau de Langres, Morvan, caractérisée par un hiver rude (1,5 °C), des vents modérés et des brouillards fréquents en automne et hiver.
Pour la période 1971-2000, la température annuelle moyenne est de 9,6 °C, avec une amplitude thermique annuelle de 16,1 °C. Le cumul annuel moyen de précipitations est de 880 mm, avec 13,4 jours de précipitations en janvier et 9,1 jours en juillet. Pour la période 1991-2020, la température moyenne annuelle observée sur la station météorologique de Météo-France la plus proche, « Rouvres-en-woevre », sur la commune de Rouvres-en-Woëvre à 13 km à vol d'oiseau, est de 10,8 °C et le cumul annuel moyen de précipitations est de 668,3 mm. 
La température maximale relevée sur cette station est de 40,2 °C, atteinte le 24 juillet 2019 ; la température minimale est de −15,4 °C, atteinte le 7 février 2012,,.
Les paramètres climatiques de la commune ont été estimés pour le milieu du siècle (2041-2070) selon différents scénarios d'émission de gaz à effet de serre à partir des nouvelles projections climatiques de référence DRIAS-2020. Ils sont consultables sur un site dédié publié par Météo-France en novembre 2022.

## Urbanisme

### Typologie
Au 1er janvier 2024, Dieppe-sous-Douaumont est catégorisée commune rurale à habitat dispersé, selon la nouvelle grille communale de densité à sept niveaux définie par l'Insee en 2022.
Elle est située hors unité urbaine. Par ailleurs la commune fait partie de l'aire d'attraction de Verdun, dont elle est une commune de la couronne,. Cette aire, qui regroupe 103 communes, est catégorisée dans les aires de moins de 50 000 habitants,.

### Occupation des sols
L'occupation des sols de la commune, telle qu'elle ressort de la base de données européenne d’occupation biophysique des sols Corine Land Cover (CLC), est marquée par l'importance des territoires agricoles (86,2 % en 2018), une proportion identique à celle de 1990 (86,2 %). La répartition détaillée en 2018 est la suivante : 
terres arables (75,8 %), forêts (11,7 %), prairies (8,7 %), zones urbanisées (2,1 %), zones agricoles hétérogènes (1,8 %). L'évolution de l’occupation des sols de la commune et de ses infrastructures peut être observée sur les différentes représentations cartographiques du territoire : la carte de Cassini (XVIIIe siècle), la carte d'état-major (1820-1866) et les cartes ou photos aériennes de l'IGN pour la période actuelle (1950 à aujourd'hui).

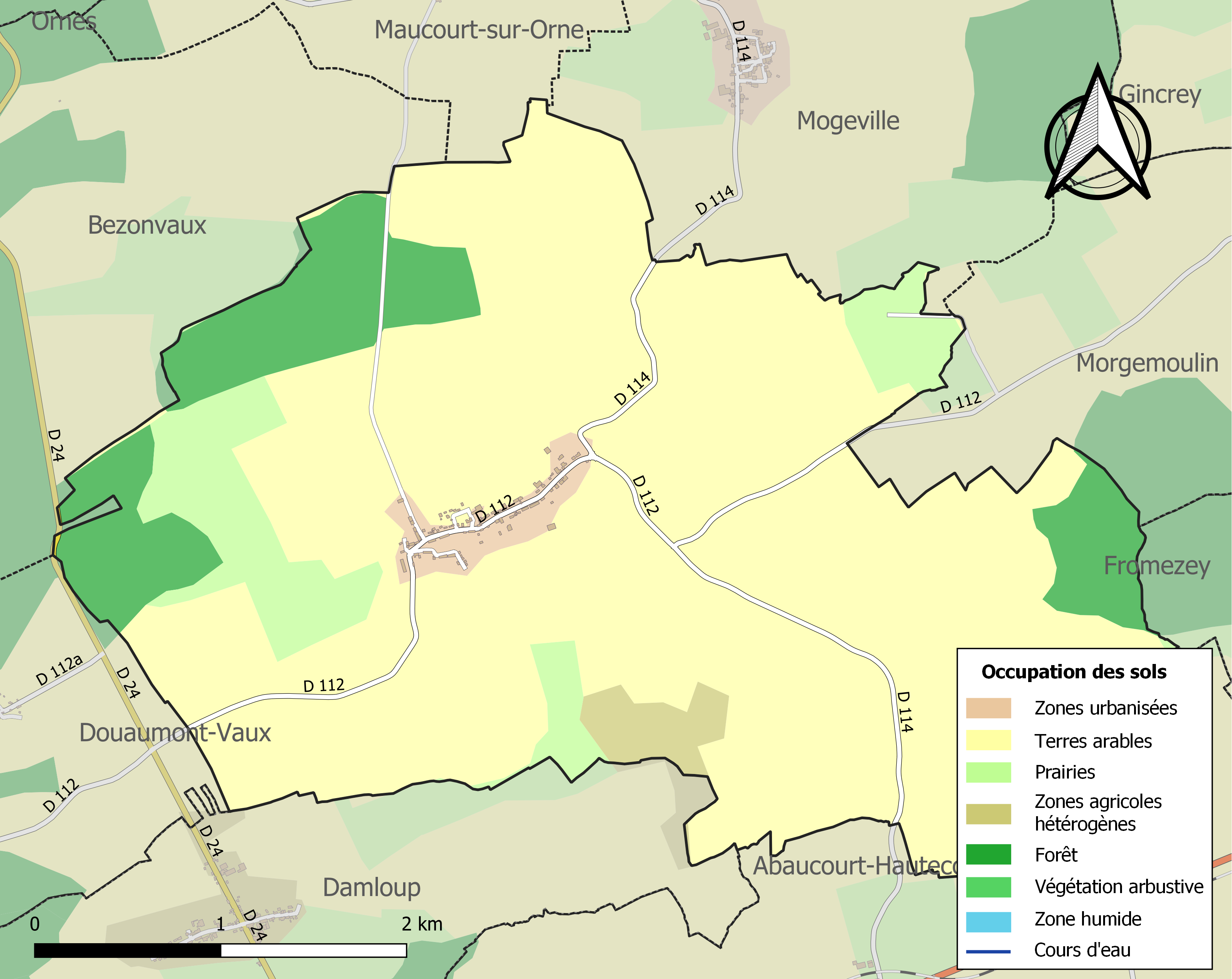
Carte des infrastructures et de l'occupation des sols de la commune en 2018 (CLC).

## Toponymie
Le nom de la localité est attesté sous les formes Despia (984) ; In finagio Diepæ (1176) ; Dieppes (1251) ; Diespe (1254) ; Diepe (1254) ; Diepia (1265) ; Diepes (1364) ; Dieppies (1642) ; Diespia (1738).

Probablement un hydronyme composé avec l'élément apa « eau », déjà rencontré dans Jemappes. Homophonie fortuite avec Dieppe, nom de rivière anglo-scandinave signifiant profond.
Dieppe est à l'est de Douaumont-Vaux.

## Histoire
Comme les autres communes alentour, le village fut entièrement détruit au cours de la bataille de Verdun en 1916.

## Politique et administration
| Période      | Période  | Identité                                             | Étiquette | Qualité                                                     |
| ------------ | -------- | ---------------------------------------------------- | --------- | ----------------------------------------------------------- |
| 1900         | 1908     | Henry Molinet                                        |           |                                                             |
| 1908         | 1945     | Augustin George                                      |           |                                                             |
| 1945         | 1950     | Charles Alfred Sausse                                |           |                                                             |
| 1950         | 1956     | Ernest Grosjean                                      |           |                                                             |
| 1956         | 1977     | Gaston George                                        |           |                                                             |
| 1977         | 2008     | Jean Mutelet                                         |           | Président de la Communauté de communes                      |
| 2008         | 2014     | Alain Macel                                          |           |                                                             |
| 2014         | 01/2020  | Michel Chalons                                       |           | Décédé en exercice                                          |
| janvier 2020 | En cours | Jean-Christophe Paton Réélu pour le mandat 2020-2026 |           | Vice Président de la Communauté du Communes du Pays d'Etain |

## Population et société

### Démographie

#### Évolution démographique
L'évolution du nombre d'habitants est connue à travers les recensements de la population effectués dans la commune depuis 1793. Pour les communes de moins de 10 000 habitants, une enquête de recensement portant sur toute la population est réalisée tous les cinq ans, les populations de référence des années intermédiaires étant quant à elles estimées par interpolation ou extrapolation. Pour la commune, le premier recensement exhaustif entrant dans le cadre du nouveau dispositif a été réalisé en 2004.

En 2022, la commune comptait 193 habitants, en évolution de +3,76 % par rapport à 2016 (Meuse : −4,4 %, France hors Mayotte : +2,11 %).
| 1793 | 1800 | 1806 | 1821 | 1831 | 1836 | 1841 | 1846 | 1851 |
| ---- | ---- | ---- | ---- | ---- | ---- | ---- | ---- | ---- |
| 440  | 425  | 447  | 428  | 445  | 464  | 457  | 459  | 513  |

| 1856 | 1861 | 1866 | 1872 | 1876 | 1881 | 1886 | 1891 | 1896 |
| ---- | ---- | ---- | ---- | ---- | ---- | ---- | ---- | ---- |
| 528  | 510  | 515  | 495  | 493  | 457  | 443  | 437  | 412  |

| 1901 | 1906 | 1911 | 1921 | 1926 | 1931 | 1936 | 1946 | 1954 |
| ---- | ---- | ---- | ---- | ---- | ---- | ---- | ---- | ---- |
| 420  | 380  | 340  | 177  | 260  | 259  | 263  | 240  | 215  |

| 1962 | 1968 | 1975 | 1982 | 1990 | 1999 | 2004 | 2006 | 2009 |
| ---- | ---- | ---- | ---- | ---- | ---- | ---- | ---- | ---- |
| 218  | 206  | 172  | 183  | 170  | 150  | 163  | 165  | 177  |

| 2014 | 2019 | 2022 | - | - | - | - | - | - |
| ---- | ---- | ---- | - | - | - | - | - | - |
| 183  | 195  | 193  | - | - | - | - | - | - |

## Culture locale et patrimoine

### Lieux et monuments
- Église Saint-Pierre-et-Saint-Paul, bâtie puis bénite en 1738, possède une tour de style roman du XIIe siècle. Elle est entièrement détruite par les bombardements de la Première Guerre mondiale.

La nouvelle église, d'abord une simple chapelle en bois avec une seule des trois cloches d'origine (les deux autres ayant été enterrées par les habitants pour les cacher aux Allemands), a été reconstruite entre 1925 et 1926 selon les plans de l'architecte Fernand Longuet, de Verdun, en changeant son orientation initiale.
- Chapelle oratoire.

### Personnalités liées à la commune
- André Maginot y fut blessé et envoyé vers l'hôpital Saint-Nicolas de Verdun.

### Héraldique
| Blason | Blasonnement : D'azur à la crosse épiscopale d'or senestrée d'une épée haute d'argent, garnie aussi d'or, accompagnée de trois clous aussi d'argent. |

Voir aussi la forme et description du blason sur le site de la commune.